# Sete adormecidos de Éfeso
Nas tradições islâmicas e cristãs, os Sete Adormecidos (em grego:  επτά κοιμώμενοι, transl.: hepta koimōmenoi, em latim: Septem dormientes), também conhecido como Aṣḥāb al-kahf, Adormecidos de Éfeso e Companheiros da Caverna, é uma lenda medieval sobre um grupo de jovens que se esconderam dentro de uma caverna fora da cidade de Éfeso (atual Selçuk, Turquia) por volta do ano 250 para escapar de uma das perseguições romanas aos cristãos e acordaram cerca de 300 anos depois de entrarem na caverna. Outra versão da história aparece no Alcorão (18:9-26). Também foi traduzido para persa, quirguiz e tártaro.
A versão mais antiga desta história vem do bispo siríaco Jacó de Batnas (c. 450), que é derivado de uma fonte grega anterior, agora perdida. Um esboço desta história aparece nos escritos de Gregório de Tours (538–594) e na obra História dos Lombardos de Paulo, o Diácono (720–799). A versão ocidental mais conhecida da história aparece na Lenda Dourada de Tiago de Voragine (1259–1266).
Os relatos são encontrados em pelo menos nove línguas medievais e preservados em mais de 200 manuscritos, que datam principalmente entre os séculos IX e XIII. Estes incluem 104 manuscritos latinos, 40 gregos, 33 árabes, 17 siríacos, seis etíopes, cinco coptas, dois armênios, um irlandês médio e um inglês antigo. Também foi traduzido para o soguediano. No século XIII, o poeta Chardri compôs uma versão em francês antigo. O calendário irlandês Félire Óengusso, do século IX, comemora o dia dos Sete Adormecidos em 7 de agosto.
A edição mais recente do Martirológio Romano comemora os Sete Adormecidos de Éfeso na data de 27 de julho. O calendário bizantino os comemora com festas em 4 de agosto e 22 de outubro. Os calendários ortodoxos siríacos apresentam várias datas: 21 de abril, 2 de agosto, 13 de agosto, 23 de outubro e 24 de outubro.

## Número, duração do sono e nomes

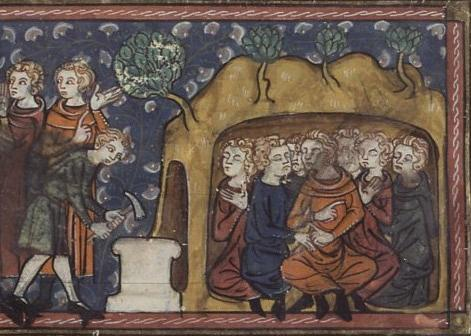
Os sete adormecidos de Éfeso numa ilustração de um manuscrito do século XIV.

Nem todas as primeiras versões concordam ou mesmo especificam o número de adormecidos. Os judeus e os cristãos de Najran acreditavam em apenas três irmãos; o Siríaco Oriental, cinco. A maioria dos relatos siríacos descrevem oito, incluindo um vigia sem nome que Deus coloca para acompanhar os que dormem. Um texto latino do século VI intitulado Peregrinação de Teodósio apresentava sete adormecidos, além de um cachorro chamado Viricanus. No entanto, no Islão o seu número específico não é mencionado. O Alcorão 18:22 discute as disputas a respeito de seus números. O versículo diz:
Alguns dirão: “Eles eram três, o cachorro deles era o quarto”, enquanto outros dirão: “Eles eram cinco, o cachorro deles era o sexto”, apenas adivinhando cegamente. E outros dirão: “Eles eram sete e o cachorro deles era o oitavo”. Diz, ó Profeta: “Meu Senhor conhece melhor o seu número exato. Apenas algumas pessoas também sabem." Portanto, não discuta sobre eles, exceto com conhecimento certeiro, nem consulte qualquer um daqueles que debatem sobre eles.
O número de anos que os adormecidos dormiram também varia entre os relatos. O número mais elevado, dado por Gregório de Tours, foi de 373 anos. Alguns contis relatam 372 anos. Tiago de Voragine calculou 196 anos (do ano 252 até o ano 448). Outros cálculos sugerem 195 anos. Os relatos islâmicos, incluindo o Alcorão, descrevem um sono de 309 anos de duração. Estes são presumivelmente anos lunares, o que equivaleria a 300 anos solares. O Alcorão 18:25 diz: "E eles permaneceram em sua caverna por trezentos anos e ultrapassaram em nove."
Bartłomiej Grysa lista pelo menos sete conjuntos diferentes de nomes para os adormecidos:
- Maximiano, Martiniano, Dionísio, João, Constantino, Malco, Serapião
- Maximiliano, Martiniano, Dionísio, João, Constantino, Malkhus, Serapião, Antônio
- Maximiliano, Martiniano, Dionísio, João, Constantino, Yamblikh (Jâmblico), Antônio
- Makṯimilīnā (Maksimilīnā, Maḥsimilīnā), Marnūš (Marṭūs), Kafašṭaṭyūš (Ksōṭōnos), Yamlīḫā (Yamnīḫ), Mišlīnā, Saḏnūš, Dabranūš (Bīrōnos), Samōnos, Buṭōnos, Qālos (de acordo com aṭ-Ṭabarī e ad-Damīrī)
- Aquilides, Probatus, Stephanus, Sambatus, Quiriacus, Diogenus, Diomedes (de acordo com Gregório de Tours)
- Ikilios, Fruqtis, Istifanos, Sebastos, Qiryaqos, Dionisios (de acordo com Miguel, o Sírio)
- Aršellītīs, Probatios, Sabbastios, Stafanos, Kīriakos, Diōmetios, Avhenios (de acordo com a versão copta)

## Origens
Se o relato original foi escrito em siríaco ou em grego era uma questão de debate, mas hoje um original grego é geralmente aceito. O relato do peregrino De situ terrae sanctae, escrito entre 518 e 531, registra a existência de uma igreja dedicada aos adormecidos em Éfeso.
A história apareceu em várias fontes siríacas antes da vida de Gregório de Tours. A cópia manuscrita siríaca mais antiga está no manuscrito São Petersburgo nº 4, que data do século V. Foi recontado por Simeão Metafrasta. Os Sete Adormecidos são o tema de uma homilia em verso do poeta-teólogo edessano Jacó de Serugh (falecido em 521), que foi publicada no Acta Sanctorum. 

## Conto no Alcorão
Esta surata foi enviada em resposta às três perguntas que os mushriks de Meca, em consulta com o povo do Livro, fizeram ao Sagrado Profeta para testá-lo. Eram eles: (1) Quem eram “os Adormecidos da Caverna”? (2) Do que é feita a alma? (3) O que você sabe sobre Zul-Qarnain? 
A história dos Companheiros da Caverna (em árabe: أصحاب الکهف, translit. 'aṣḥāb al-kahf) é mencionado no Alcorão 18:9-26. O número exato de adormecidos não é informado. Além disso, o Alcorão aponta para o fato de que as pessoas, logo após o surgimento do incidente, começaram a fazer "suposições" sobre quantas pessoas estavam na caverna. Da mesma forma, em relação ao período exato de tempo que as pessoas permaneceram na caverna, o Alcorão, após afirmar as suposições das pessoas de que "eles permaneceram na caverna por 300 anos e mais nove", resolve que "Deus sabe melhor quanto tempo eles permaneceram lá". De acordo com o versículo 25 de Al-Kahf, os Companheiros da Caverna dormiram 300 anos no calendário solar e dormiram 309 no calendário lunar, já que o calendário lunar é 11 dias mais curto que o solar, o que explica a inclusão do adicional nove anos. O Alcorão diz que entre os que dormiam estava um cachorro, que estava sentado na entrada da caverna (versículo 18). 

## Conto cristão

### História

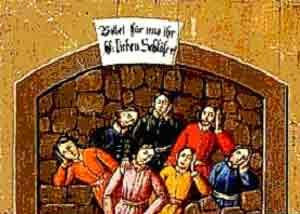
Um pintura votiva alemã do século XIX dos Sete Adormecidos. A escrita diz Bittet für uns Ihr hl. sieben Schläfer (Rogai por nós, Santos Sete Adormecidos).

A história diz que durante as perseguições aos cristãos do imperador romano Décio, por volta do ano 250, sete jovens foram acusados de seguir o cristianismo. Foi-lhes dado algum tempo para renunciarem à sua fé, mas recusaram curvar-se aos ídolos romanos. Em vez disso, escolheram dar os seus bens materiais aos pobres e retirar-se para uma caverna na montanha para rezar, onde adormeceram. O Imperador, vendo que a atitude deles em relação ao paganismo romano não havia melhorado, ordenou que a entrada da caverna fosse selada.

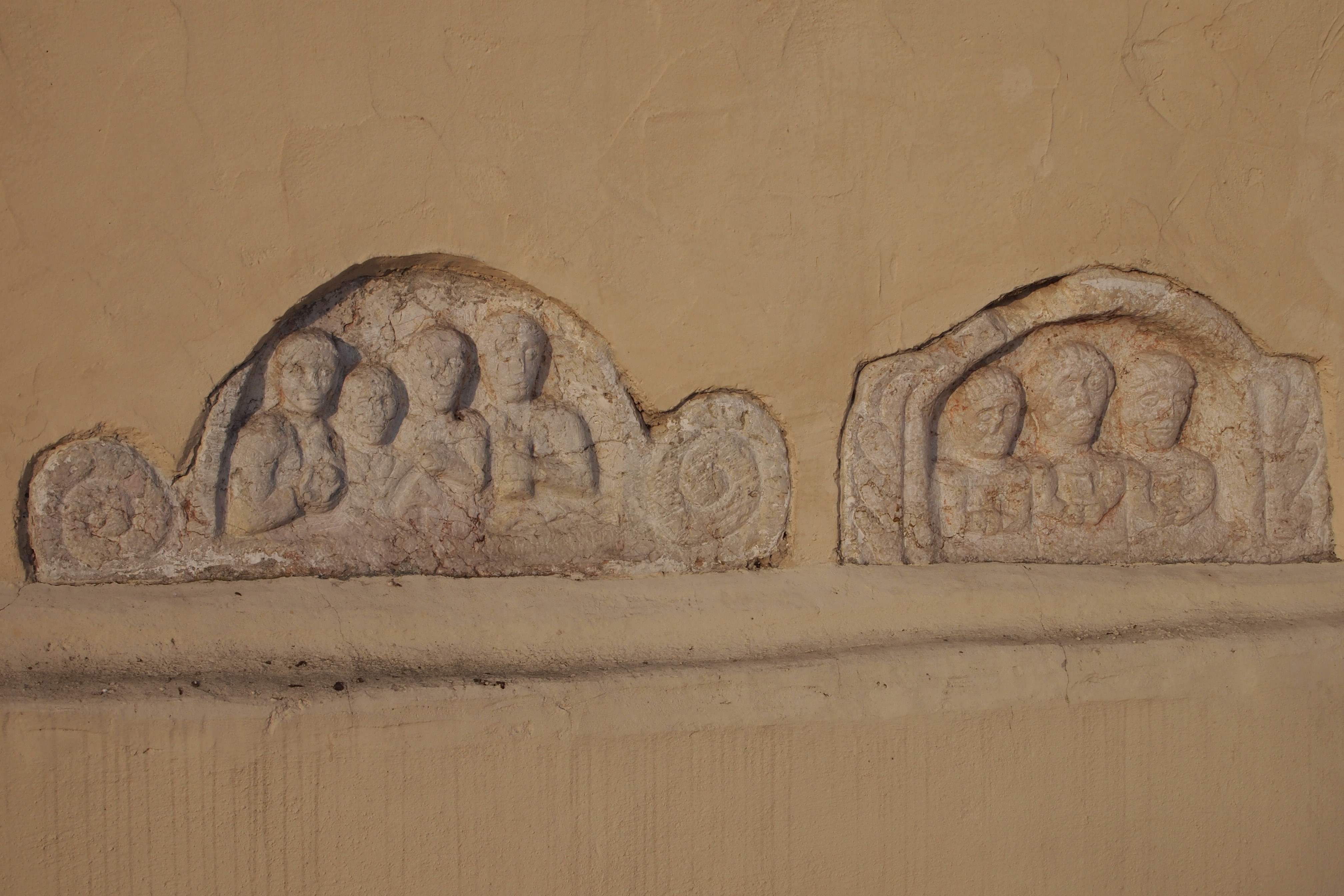
Lápides na igreja Siebenschläferkirche, em Ruhstorf an der Rott, Alemanha

Décio morreu em 251 e muitos anos se passaram durante os quais o cristianismo deixou de ser perseguido e passou a ser a religião oficial do Império Romano. Em algum momento posterior - geralmente durante o reinado de Teodósio II (408-450) - no ano 447, quando acaloradas discussões ocorriam entre várias escolas do cristianismo sobre a ressurreição do corpo no dia do julgamento e a vida após a morte, um proprietário de terras decidiu abrir a entrada fechada da caverna, pensando em usá-la como curral. Ele abriu e encontrou os adormecidos lá dentro. Eles acordaram imaginando que haviam dormido apenas um dia e enviaram um deles a Éfeso para comprar comida, com instruções para ter cuidado.
Ao chegar na cidade, essa pessoa ficou surpresa ao encontrar prédios com cruzes presas; os habitantes da cidade, por sua vez, ficaram surpresos ao encontrar um homem tentando gastar moedas antigas do reinado de Décio. O bispo foi convocado para entrevistar os adormecidos; eles lhe contaram sua história milagrosa e morreram louvando a Deus. As várias vidas dos Sete Adormecidos estão listadas em grego e em outras línguas não latinas na Bibliotheca Hagiographica Orientalis.

### Disseminação
A história rapidamente alcançou ampla difusão por toda a cristandade. Foi popularizada no Ocidente por Gregório de Tours, em sua coleção de milagres do final do século VI, De gloria martyrum (Glória dos Mártires). Gregório afirmou ter obtido a história de "um certo intérprete sírio" (Syro quidam interpretante), mas isso poderia se referir a um falante de siríaco ou de grego do Levante. Durante o período das Cruzadas, os ossos dos sepulcros perto de Éfeso, identificados como relíquias dos Sete Adormecidos, foram transportados para Marselha, França, num grande caixão de pedra, que permaneceu como troféu da Abadia de São Vítor.
Os Sete Adormecidos foram incluídos na compilação Lenda Dourada, o livro mais popular do final da Idade Média, que fixou uma data precisa para sua ressurreição, o ano 478, no reinado de Teodósio.

## Cavernas dos Sete Adormecidos
Vários locais são atribuídos como a "Caverna dos Sete Adormecidos", mas nenhum foi provado arqueologicamente como sendo o local real. À medida que as primeiras versões da lenda se espalharam a partir de Éfeso, uma catacumba cristã primitiva passou a ser associada a ela, atraindo muitos peregrinos. Nas encostas do Monte Pion (Monte Célio) perto de Éfeso (próximo da moderna Selçuk, na Turquia), a gruta dos Sete Adormecidos com ruínas do local religioso construído sobre o local foi escavada entre os anos de 1926 e 1928.:394A escavação trouxe à luz várias centenas de sepulturas datadas dos dias 5 e 6 séculos. Inscrições dedicadas aos Sete Adormecidos foram encontradas nas paredes e nos túmulos. Esta gruta ainda é mostrada aos turistas.
Outros possíveis locais da caverna dos Sete Adormecidos estão em Damasco, na Síria, e em Afşin e Tarso, na Turquia. Afşin fica perto da antiga cidade romana de Arabiso, à qual o imperador romano oriental Justiniano fez uma visita. O local era um templo hitita, usado como templo romano e mais tarde como igreja nos tempos romano e bizantino. O imperador trouxe nichos de mármore da Anatólia Ocidental como presentes, que são preservados dentro da mesquita Eshab-ı Kehf Kulliye até hoje. Os seljúcidas continuaram a usar o local de culto como igreja e mesquita. 
Há uma caverna perto de Amã, na Jordânia, também conhecida como caverna dos sete dormentes, que possui oito tumbas menores seladas presentes em seu interior e um duto de ventilação saindo da caverna.

## Literatura moderna

### Início da era moderna

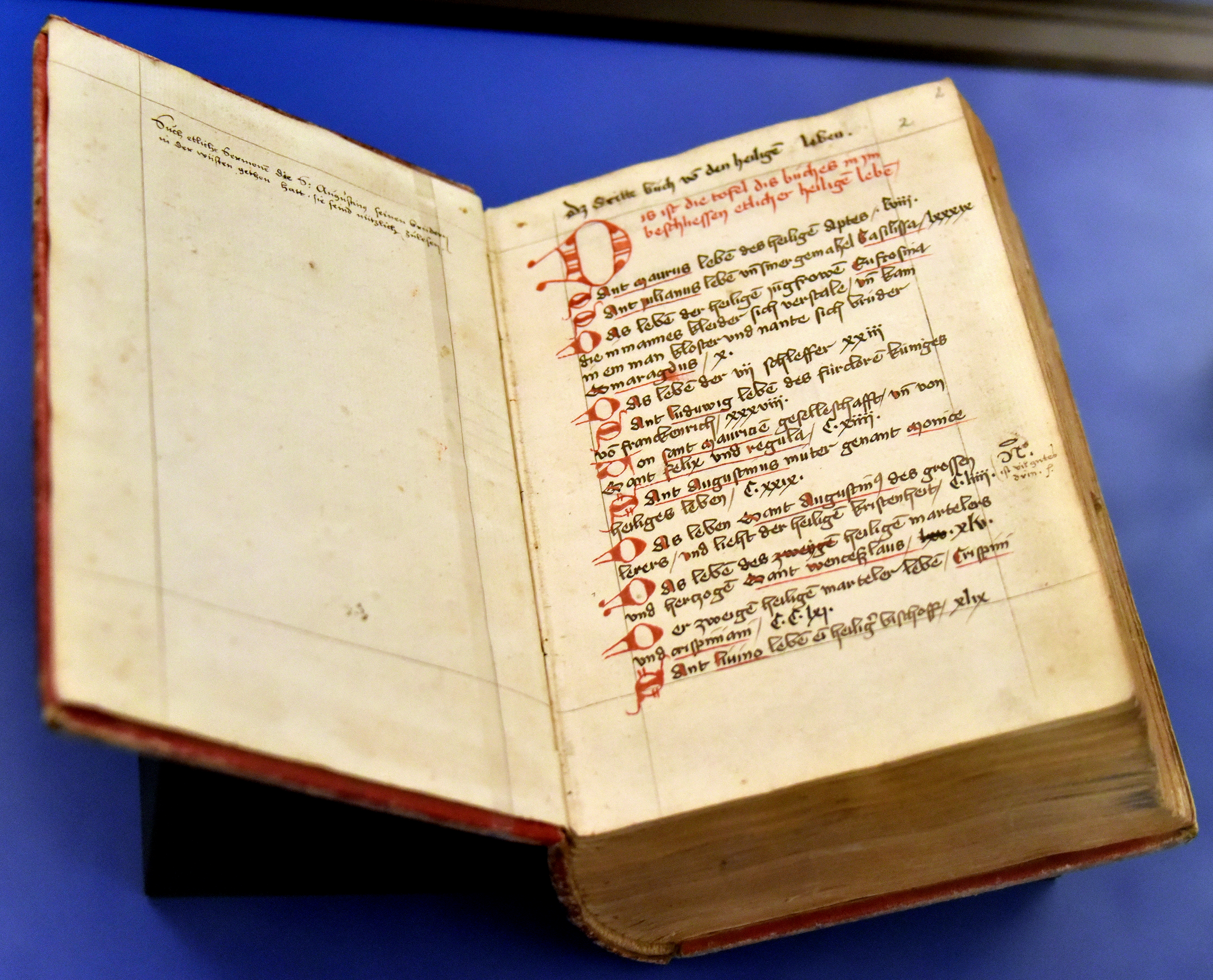
A famosa história alemã da coleção "Vida dos Santos" (Der Heiligen Leben), incluindo a lenda dos "Sete Adormecidos", século XV, Alemanha

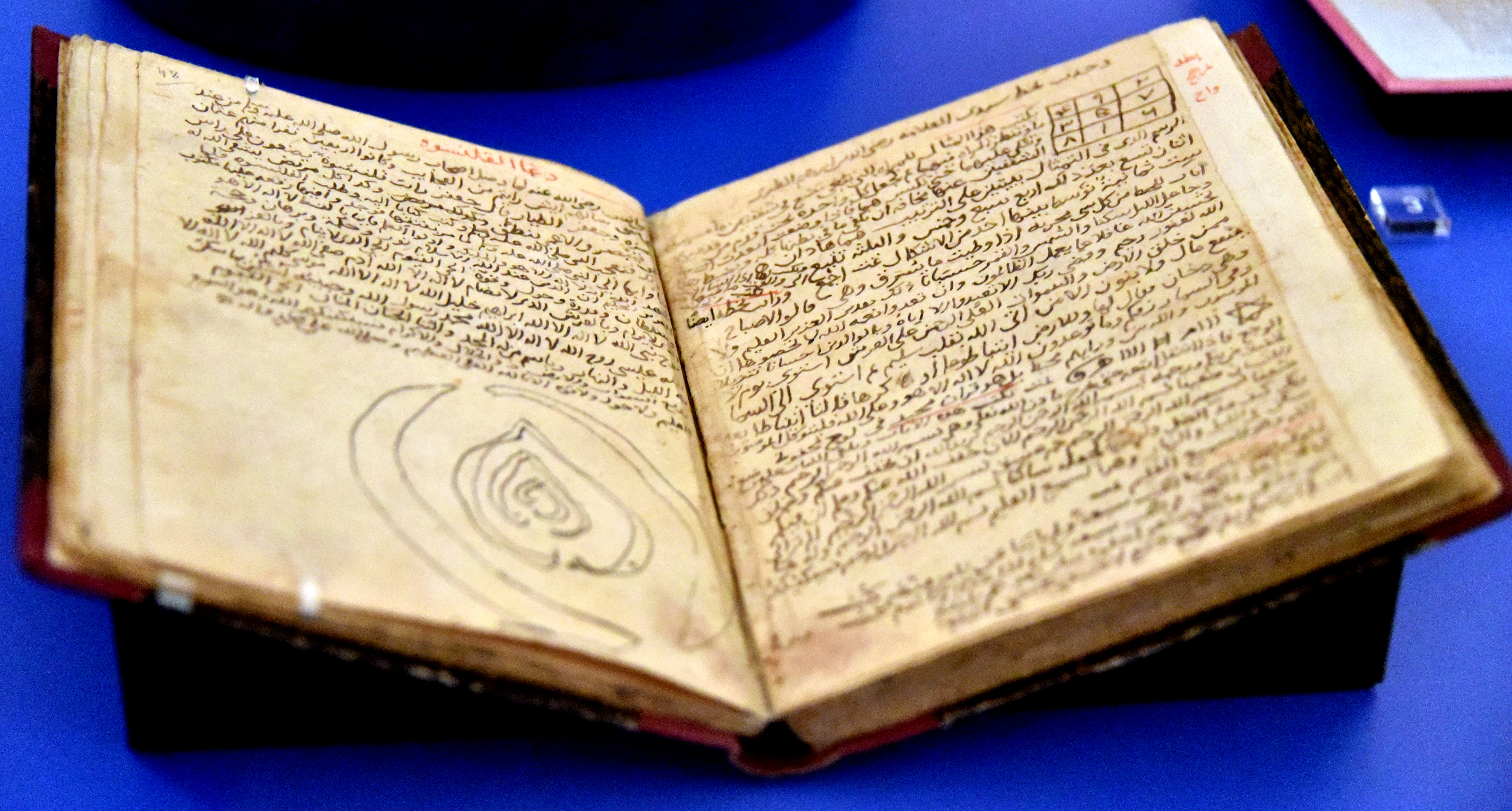
A história árabe dos Companheiros da Caverna (Sete Adormecidos; Qissat Ahl el-Kahaf), 1494, origem desconhecida

O relato tornou-se proverbial na cultura protestante do século XVI. O poeta John Donne poderia perguntar:
Eu me pergunto, pela minha verdade, o que você e eu

         Fizemos, até amarmos? Não fomos desmamados até então?

         Mas sugado pelos prazeres do campo, infantilmente?

         Ou bufámos nós na cova dos Sete Adormecidos?—John Donne, "The Good-Morrow".
Na peça de John Heywood chamada Four PP (década de 1530), o Perdoador, uma atualização renascentista do protagonista de "O Conto do Perdoador" de Chaucer, oferece a seus companheiros a oportunidade de beijar "um chinelo de um dos Sete Dorminhocos", mas a relíquia é apresentada de forma tão absurda quanto as outras ofertas do Perdão, que incluem "o dedão do pé da Trindade" e "um osso da nádega de Pentecostes".
Pouco se ouve falar dos Sete Adormecidos durante o Iluminismo, mas o relato reviveu com o advento do Romantismo. A Lenda Dourada pode ter sido a fonte para recontagens dos Sete Adormecidos em Confissões de um Comedor de Ópio Inglês de Thomas de Quincey, em um poema de Goethe, "Rip van Winkle" de Washington Irving, The Sleeper Awakes de H. G. Wells. Também pode ter influenciado o motivo do “Rei dormindo na montanha”. Mark Twain fez um burlesco da história dos Sete Adormecidos no Capítulo 13 do volume 2 de Os Inocentes no Exterior.